# Lüftspiel
Lüftspiel nennt man den Abstand zwischen Bremsklotz und Bremsscheibe z. B. bei Scheibenbremsanlagen von Kraftfahrzeugen. Ein Abstand zwischen Bremsbelag und Bremsscheibe ist nötig, damit im Zustand „Bremse gelöst“ die Bremsscheibe vollständig frei (und somit ungebremst) laufen kann.
Das Lüftspiel führt beim Bremsen zu einer Verlängerung des Bremsweges. Bei einer hydraulischen Bremsanlage liegt die Zeit (die Bremsansprechzeit) zur Überwindung dieses Spieles bei 0,1 bis 0,2 Sekunden.
Auch der Abstand zwischen Kupplungsbelag und Schwungscheibe bzw. Druckplatte bei der Einscheibentrockenkupplung wird Lüftspiel genannt. Hier sichert das Lüftspiel die vollständige Trennung des Antriebsstranges zwischen Motor und Getriebe beim Betätigen der Kupplung.